# Dywa 010
Dywa 010 – samochód wyścigowy zaprojektowany przez Dydo Monguzziego i zbudowany przez Dywę w 1983 roku. Planowano, by 010 wystartował w Formule 1, ale do tego nie doszło. Pojazd rywalizował za to w Formule 3000 i Formule 5000.

## Historia
Samochód był kolejną próbą wejścia Dywy do Formuły 1. Skonstruowany w 1983 roku model 010 wyglądał zupełnie inaczej niż poprzednik, 08. Zastosowano jednak stare komponenty techniczne, chociaż karoseria była całkiem nowa, podobna do Tyrrella 011. Miał szeroki nos i przedni spojler na całej szerokości. Chłodnice znajdowały się przed tylnymi kołami. Zmodyfikowane sekcje boczne były krótkie. Tylny spojler pochodził z Kauhsena WK i był podparty na jednym, centralnym wsporniku. Samochód był napędzany przez silnik Cosworth DFV.
W październiku i listopadzie samochód był testowany przez Peo Consonniego, mistrza Włoskiej Formuły 2000 na torze Monza. W sezonie 1984 Consonni planował wystartować w europejskich eliminacjach Formuły 1, ale nie zdołał zgromadzić odpowiedniego budżetu. Dywa 010 ścigała się później w Formule 5000. W roku 1986 zespół Écurie Monaco przemianował samochód na Monte Carlo 001 i wykorzystał go w Formule 3000. Kierowca Fulvio Ballabio nie zdołał się jednak zakwalifikować do wyścigu na torze Imola.